# 대한민국 민법 제727조
대한민국 민법 제727조는 종신정기금의 해제에 대한 한국 민법 채권법 종신정기금의 조문이다. 1958년 2월 22일에 법률 제471호로 제정되어 1960년 1월 1일에 시행되었다.  2011년 3월 7일에 전문개정되었고 2021년 1월 26일에 법률 제17905호로 일부개정되어 시행되었다.

## 조문
제727조(종신정기금계약의 해제) ① 정기금채무자가 정기금채무의 원본을 받은 경우에 그 정기금채무의 지급을 해태하거나 기타 의무를 이행하지 아니한 때에는 정기금채권자는 원본의 반환을 청구할 수 있다. 그러나 이미 지급을 받은 채무액에서 그 원본의 이자를 공제한 잔액을 정기금채무자에게 반환하여야 한다.
② 전항의 규정은 손해배상의 청구에 영향을 미치지 아니한다.

第727條(終身定期金契約의 解除) ① 定期金債務者가 定期金債務의 元本을 받은 境遇에 그 定期金債務의 支給을 懈怠하거나 其他 義務를 履行하지 아니한 때에는 定期金債權者는 元本의 返還을 請求할 수 있다. 그러나 이미 支給을 받은 債務額에서 그 元本의 利子를 控除한 殘額을 定期金債務者에게 返還하여야 한다.
② 前項의 規定은 損害賠償의 請求에 影響을 미치지 아니한다.

## 참고 문헌
- 오현수, 일본민법, 진원사, 2014. ISBN 9788963463452
- 오세경, 대법전, 법전출판사 , 2014 ISBN 9788926210277
- 이준현 , LOGOS 민법 조문판례집, 미래가치, 2015. ISBN 9791155020869

## 같이 보기
- 종신
- 정기금
- 해제